# Alegeri locale în Chișinău, 1999
Alegerile locale din Chișinău din luna mai 1999 au fost prima campanie de alegere a primarului municipiului Chișinău. În calitate de primar a fost ales candidatul independent Serafim Urechean, care a acumulat 51.06% de voturi. Rată de participare a constituit de 41.6%.

## Rezultate

### Rezultatele alegerilor primarului general al municipiului Chișinău
| Concurenți electorali        | Concurenți electorali        | Partid                                             | Turul I | %       |
| ---------------------------- | ---------------------------- | -------------------------------------------------- | ------- | ------- |
|                              | Serafim Urechean             | candidat independent                               | 105.702 | 51,06%  |
|                              | Vasile Iovv                  | Blocul Comuniștilor, Agrarienilor și Socialiștilor | 46.961  | 22,68%  |
|                              | Iurie Roșca                  | Frontul Popular Creștin Democrat                   | 23.527  | 11,36%  |
|                              | Ion Mușuc                    | Uniunea Social-Democrată „Furnica-Speranța”        | 15.993  | 7,72%   |
|                              | Valerii Klimenco             | Mișcarea Republicană „Ravnopravie”                 | 8.460   | 4,09%   |
|                              | Mircea Rusu                  | Partidul Național Liberal                          | 5.732   | 2,77%   |
|                              | Valeriu Zubco                | Noul Partid Național Moldovenesc                   | 659     | 0,32%   |
| Rata de participare (41,60%) | Rata de participare (41,60%) | Rata de participare (41,60%)                       | 207.034 | 100,00% |
| Sursa: alegeri.md            |                              |                                                    |         |         |

| Partide și coaliții          | Partide și coaliții                                | Voturi  | %       | Mandate |
| ---------------------------- | -------------------------------------------------- | ------- | ------- | ------- |
|                              | Blocul Comuniștilor, Agrarienilor și Socialiștilor | 63.548  | 31,95%  | 13      |
|                              | Blocul electoral „Convenția Democrată din Moldova” | 29.235  | 14,70%  | 6       |
|                              | Frontul Popular Creștin Democrat                   | 25.232  | 12,69%  | 5       |
|                              | Blocul electoral „Alianța Centristă din Moldova”   | 25.029  | 12,58%  | 5       |
|                              | Uniunea Social-Democrată „Furnica-Speranța”        | 14.744  | 7,41%   | 3       |
|                              | Partidul Forțelor Democratice                      | 8.349   | 4,20%   | 1       |
|                              | Mișcarea Republicană „Ravnopravie”                 | 7.391   | 3,72%   | 1       |
|                              | Partidul Național Liberal                          | 6.874   | 3,46%   | 1       |
| Rata de participare (41,60%) | Rata de participare (41,60%)                       | 207,034 | 100,00% | 35      |
| Sursa: alegeri.md            |                                                    |         |         |         |